# الحملة البريطانية على التبت
بدأت الحملة البريطانية على التبت (تُدعى أيضًا الغزو البريطاني للتبت أو حملة يونجهسباند على التبت) من ديسمبر 1903 إلى سبتمبر 1904. كانت الحملة غزوًا موقتًا شنّه جيش الهند البريطاني برعاية «لجنة حدود التبت»، التي زعمت أن مهمتها هي تكوين علاقات دبلوماسية وحل التنازع على الحدود بين التبت وسيكيم. في القرن التاسع عشر، غزت بريطانيا بورما وسيكيم واحتلت جنوب التبت كله. ظل نظام «غَنْدن فودرانغ» التبتي، الذي كانت أسرة تشينغ حينئذ تسيطر عليه إداريًا، النظام الهيمالايِيّ الوحيد البعيد عن التدخل البريطاني.
انطلقت الحملة لِدرء الطموحات الروسية المحتمَلة في الشرق، وكان المسؤول الأكبر عن إطلاقها هو اللورد كرزون (رئيس حكومة الهند البريطانية). طالما كان كرزون مهووسًا بتقدمات روسيا في آسيا الوسطى، وخشي أن تغزو الهند البريطانية. في أبريل 1903، أرسلت الحكومة الروسية إلى بريطانيا تؤكد لها أنها غير مهتمة بالتبت، لكن «رغم التأكيدات الروسية، واصل اللورد كرزون الحث على إطلاق حملة على التبت»، على حد كلام مفوّض سياسي بريطاني رفيع المستوى.
شقت الحملة طريقها بالقوة إلى غيانتسي، وبلغت لاسا (عاصمة التبت) في أغسطس 1904. فرّ الدالاي لاما بحياته، إلى منغوليا أولًا، ثم الصين. لكن قاوم آلاف التبتيين الزحف البريطاني وحاولوا صده بسيوف وبنادق عتيقة تعتمد على التلقيم الفوّهي، فحصدتهم البنادق الحديثة ورشاشات ماكسيم الآلية. وفي عام 1904، أجبرت اللجنة المسؤولين التبتيين في لاسا على توقيع «معاهدة لاسا»، قبل أن تنسحب إلى سيكيم في سبتمبر، على أساس ما فهمته من أن الحكومة الصينية لن تسمح لأي دولة أخرى بالتدخل في إدارة التبت.
اعترفت حكومة الهند البريطانية بأن المهمة كانت حملة عسكرية، وسلّمت «ميدالية التبت» إلى كل من شارك فيها.

## خلفية
إن أسباب النزاع مبهمة؛ رأى المؤرخ تشارلز آلن أن أسباب الغزو الرسمية «مزيفة تمامًا تقريبًا». الظاهر أن شرارتها كانت شائعات راجت في حكومة الهند البريطانية القائمة في كلكتا، شائعات مفادها أن الحكومة الصينية (التي كانت تحكم التبت اسميًا) تعتزم تسليم المقاطعة إلى روسيا، مزوِّدة إياها بطريق مباشر إلى الهند البريطانية، كاسِرة سلسلة الدويلات الحاجزة شبه المستقلة التي كانت تفصل الهند عن الإمبراطورية الروسية من ناحية الشمال. تعززت هذه الشائعات بالاستكشافات الروسية للتبت، فقد كان المستكشف الروسي غومبوجاب تسيبيكوف (أول من صور لاسا) قاطنًا هنالك خلال الفترة بين عامَي 1900–1901 بدعم من أغفان دورجييف (أحد الأصفياء الروسيين للدالاي لاما الثالث عشر). رفض الدالاي لاما تكوين علاقات مع الحكومة البريطانية في الهند، وبعث دورجييف في 1900 إلى بلاط القيصر نيقولا الثاني بطلب رسمي للحماية الروسية، فاستُقبل بحفاوة في قصر بيترهوف، كما استُقبل بعد سنة في قصر القيصر في يالطا.
عزز كل هذا اعتقاد كرزون أن الدالاي لاما ينوي إنهاء حيادية التبت وضمها إلى دائرة نفوذ روسيا. أرسل في 1903 إلى حكومتَي الصين والتبت طالبًا التفاوض في كمبا جونغ (قرية تبتية صغيرة شمال سيكيم) لإبرام اتفاقيات تجارية. كان الصينيون موافقين، وأمروا الدالاي لاما الثالث عشر بالحضور، لكنه رفض، ورفض أيضًا تزويد الأمبان يو تاي بوسيلة نقل يحضر بها الاجتماع. علم كرزون أن الصين لا سلطة لها على الحكومة التبتية، وحصل على إذن من لندن بإرسال «لجنة حدود التبت» إلى كمبا جونغ، بقيادة السير فرنسيس يونجهسباند، وبرفقة جون كلود وايت وإي. سي. ويلسون بصفتهما نائبَي المفوّض. لكن ليس واضحًا ما إذا كانت حكومة بلفور على علم بصعوبة العملية، أو بعزم التبتيين على مقاومتها.
في 19 يوليو 1903، وصل يونجهسباند إلى غانتوك (عاصمة ولاية سيكيم الهندية، حيث كان جون كلود وايت مفوضًا سياسيًا) للإعداد لمهمته. لم يكن وايت راضيًا عن إعارته إلى قوات الحملة، وفعل كل ما بوسعه لإلغاء هذه الإعارة على رغم يونجهسباند، لكنه فشل، وانتقم منه يونجهسباند حين تركه لاحقًا في أدغال سيكيم المليئة بالعَلَقِيات لتدبير وسيلة نقل إلى التبت (بغال وحمّالين).
في 26 يوليو 1903، أرسل وكيل وزارة الحكومة الهندية إلى يونجهسباند رسالة جاء فيها: «إذا قابلتَ الدالاي لاما، فلَكَ إذْن الحكومة الهندية بتقديم الضمان الذي اقترحتَه في رسالتك». بدءًا من أغسطس 1903، حاول يونجهسباند وهربرت براندر (المقدم الذي كان برفقته) استفزاز التبتيين. استغرق البريطانيون بضعة أشهر لتجهيز الحملة التي اقتحمت أراضي التبت في بداية ديسمبر 1903 عقب «عِداء تبتيّ»، الذي أكد المقيمون البريطانيون لاحقًا أنه كان مجرد قطيع من حيوانات القطاس النيبالية عَبَر به رُعاتُه الحدودَ بلا إذن. حاول يونجهسباند تعزيز دعم مجلس الوزراء البريطاني للغزو، فأرسل برقية إلى نائب الملك بأن الاستخبارات أشارت إلى أن التبت دخلته أسلحة بريطانية، فأسكته كرزون سرًا: «تذكَّرْ أننا في عين الحكومة لا نزحف الآن بسبب دورجييف أو أسلحة الروسيين في لاسا، وإنما لأن ميثاقنا خُولِف بوقاحة، وحدودنا انتُهكت، ومهمتنا احتُقرت، وأتباعنا اعتُقلوا، ومندوبينا تم تجاهلهم».
كان في القوات البريطانية، التي صارت حينئذ متّصفة بكل ما يميز الجيوش الغازية، 3,000 مقاتل، معهم 7,000 من الشيربا والحمّالين وأتباع المعسكر.
كان التبتيون على علم بالحملة، وأرادوا اجتناب إراقة الدماء، فتعهد الجنرال التبتي يادونغ بأنه لن يهاجم البريطانيين ما لم يهاجموا هم، وكان ردّ يونجهسباند في 6 ديسمبر 1903: «ليس بيننا وبين التبتيين حرب، ولن نهاجمهم ما لم نُهاجَم». عندما أعرض المسؤولون الصينيون والتبتيون عن مقابلة البريطانيين في كمبا جونغ، أخذ يونجهسباند نحو 1,150 جنديًا وحمّالًا وعاملًا، وآلاف دوابّ الأحمال، وزحف إلى منطقة تونا التي تبعد عن الحدود 50 ميلًا. مكثوا هنالك شهورًا أملًا في التفاوض، لكن خاب أملهم، فأمروا (في 1904) بمواصلة التقدم إلى لاسا.
حشدت الحكومة التبتية، بقيادة الدالاي لاما، قواتها المسلحة، إذ أقلقها أن ترى قوة أجنبية استحواذية تُطلق مهمة عسكرية في عاصمتها.

## التقدم

### مذبحة تشومك شينكو
في 31 مارس 1904، حصل صِدام عسكري صار يُدعى «مذبحة تشومك شينكو». واجهت القوة التبتية طليعة الجيش البريطاني وأغلقت عليه الطريق، وكان قوامها 3,000 جندي مسلَّح بمسكيت فَتيليّ عتيق، وراء جدار صخري ارتفاعه 5 أقدام (متر ونصف)، واتخذوا في المنحدر الذي كانوا عنده 7-8 سناغير. طُلب من يونجهسباند التوقف، لكنه أجاب بأن التقدم لا بد منه، وأنه لا يسعه السماح لأي قوة تبتية بالبقاء على الطريق. لم يكن للتبتيين رغبة في القتال، لكنهم ما كانوا ليتركوا مواقعهم، فاتفق يونجهسباند وقائد الجيش البريطاني جيمس ماكدونالد على أنه «ليس أمامنا إلا نزع أسلحة التبتيين قبل تخلية سبيلهم»، وفق الرواية الرسمية على الأقل. احتَمل الكاتب تشارلز آلن أيضًا أن البريطانيين افتعلوا هجومًا وهميًا لاستفزاز التبتيين لبدء إطلاق النار.